# 孫樂欣
孫樂欣（1978年5月3日—），台灣綜藝節目製作人，是中華電視公司節目部退休編審、作詞家孫儀之獨子，欣享娛樂負責人，曾製作《康熙來了》、《娘娘駕到》、《全民大悶鍋》、《小燕之夜》、《台灣那麼旺》、《麻辣天后傳》、《地球人請回答》、《叫我神隊友》。

## 家庭
藝人馮媛甄的前夫。與馮媛甄戀愛8年，隱婚4年後離婚。
2014年與藝人鍾欣怡登記結婚，並於2014年生下一女，2017年再生一子。